# Jago di Britannia
Jago (fl. VII secolo a.C.) fu un leggendario sovrano della Britannia, menzionato da Goffredo di Monmouth.
Era nipote di Gurgustio e sul trono gli succedette Kimarco.